# Mac OS X v10.2
Mac OS X v10.2 Jaguar（マック オーエス テン バージョンじってんに ジャガー）は、Appleが開発・販売したMac OS Xの3番目のバージョンである。バージョンナンバーは10.2。コードネームは“Jaguar”（ジャガー）。Mac OS X v10.1の後継として開発され、2002年8月24日に公式にリリースされた。海外では製品名として初めて開発コード名が添付されたが、日本国内では"Jaguar"は製品名に採用されず、Mac OS X v10.2とされた。
システムの起動時間や画面描画などのパフォーマンスが従来のバージョンより向上している。Classic環境も改良され、Classic環境の起動時間が数秒、長くても十数秒程度と大幅に短縮された。
2005年1月25日にリリースされたセキュリティアップデート以降、アップデータはリリースされておらず、サポートは終了している。

## 対応環境 ／ システム条件
- 対応コンピュータ - Power Macintosh G3、Power Mac G4（Cube、Quick Silverを含む）、iMac（初代より）、eMac、iBook（初代より）
- RAM - 128MB以上
- ハードディスク容量 - 1.5GB以上

## 新機能
Finder
スプリングフォルダ/スプリングウインドウが復活。シンプルFinderモードの追加。バンドル機能を応用し、ファイル名やアプリケーション名を言語モードごとに切り替え可能に（ローカライズドフォルダ）。「情報を見る」ウインドウの改良。
項目をドロップしたウインドウが自動的に前面に現れる機能が追加されたほか、ファイル名をクリックした後すぐにカーソルを動かすと選択状態になる機能が復活するなど、細かい部分での使い勝手に多くの改善が見られた。
iChat
AOL Instant Messenger互換クライアントとしての機能のみを備える。
プレビュー
複数ファイルのサムネイル表示が可能に。
TextEdit
EUC-JPに対応。行揃え、行間の設定、行間の単位指定、タブなどの機能をもつツールバーが表示されるようになった（隠すことも可能）。
Mail
検索機能の強化。迷惑メールの自動振り分け機能が実装された。
アドレスブック
新たにBluetoothに対応。
Sherlock 3
飛行機案内など、Webサービスの検索機能強化。
QuickTime 6
MPEG-4に対応、マルチメディア対応を強化
Rendezvous(Bonjour)
TCP/IPとDNSの欠点を補うゼロ・コンフィグレーションネットワークを実装。AppleTalkおよびSLPの後継技術。
Quartz Extreme
GPUのジオメトリエンジンを利用してウインドウの合成を行う機能。2DグラフィックとOpenGLとの混在描画が可能に。
Inkwell
タブレットからの入力をサポート。英語の手書き入力が可能になった
印刷機能の改善
CUPSプリンタサポートの追加。
開発環境
Project Builder (Xcode) がgcc3.1コンパイラに対応
その他
Windowsとのファイル共有機能強化、IPv6への対応、ファイアウォール機能、インターネット接続の共有、システムサウンドの復活、ユニバーサルアクセスの機能向上など。付属アプリケーションではないが、後に標準ウェブブラウザとなったSafariが登場したのもこのバージョンからである。